# Mitzi Jonelle Tan

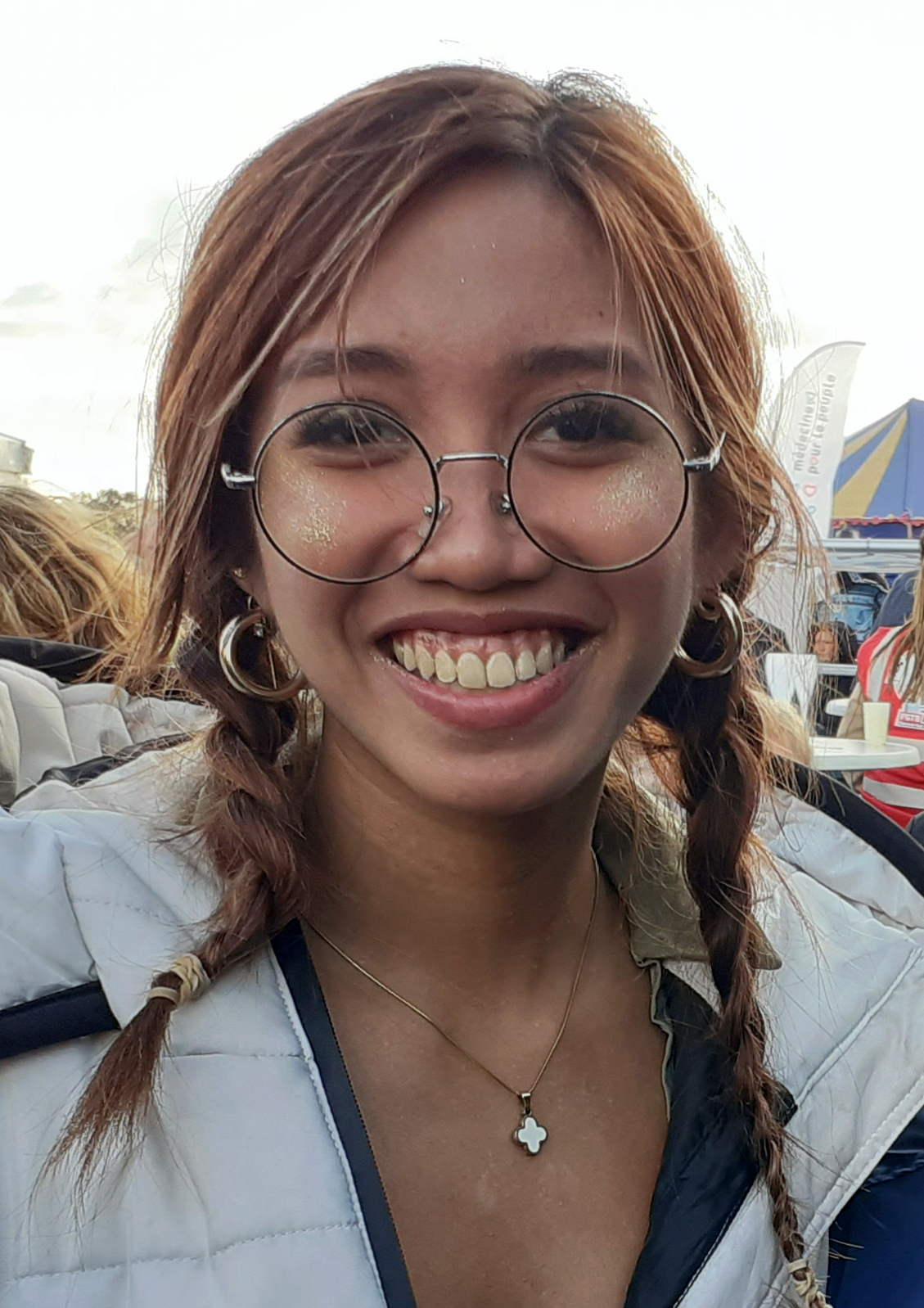
Mitzi Jonelle Tan, em 2022.

Mitzi Jonelle Tan é uma jovem activista pela justiça climática das Filipinas. Ela mora em Metro Manila, Filipinas.

## Biografia
O activismo de Tan começou em 2017, após se reunir com líderes indígenas no seu país. Isso a fez perceber que a acção colectiva e a mudança do sistema são necessárias para criar uma sociedade mais justa e verde.
Em 2019, Mitzi Jonelle Tan co-fundou o Youth Advocates for Climate Action Philippines (YACAP) e o Fridays For Future (FFF) das Filipinas, após manifestações climáticas em todo o mundo.
Tan é a principal convocadora, e porta-voz internacional do YACAP. Tan também é activista do Fridays for Future nas Filipinas, e porta-voz. Ela liderou greves de acção climática na Universidade das Filipinas.
Tan fez parte do movimento para levar greves escolares para combater o clima online no início da pandemia Covid-19.
Em setembro de 2020, Tan fez parte de um movimento para retornar aos protestos climáticos 'seguros'.
No final de 2020, Tan foi um dos voluntários que organizou o Mock COP26, que tinha delegados de 140 países. Ela também deu uma palestra na Mock COP26 sobre ser uma activista a viver onde activismo é equiparado a terrorismo. Comentando sobre o mock COP26, Tan disse ao The Guardian "Eles estão garantindo que as vozes das áreas mais afectadas sejam amplificadas, e garantindo que temos um espaço e não estamos apenas simbolizados."
Tan foi uma das activistas a participar da campanha 'Pass the Mic' da Fridays For Future, também no final de 2020, para solicitar que Attenborough passasse a sua conta no Instagram para jovens defensores, particularmente do Sul Global.
Em novembro de 2020, Tan apoiou a série Climate Live de concertos internacionais a serem realizados em 2021.
Tan já inspirou outras pessoas, como a jovem activista indonésia Salsabila Khairunnisa.
Tan, juntamente com quatro outros activistas dos países MAPA (Povos e Áreas Mais Afectadas), Eyal Weintraub da Argentina, Disha A Ravi da Índia, Kevin Mtai do Quénia e Laura Verónica Muñoz da Colômbia, juntamente com Greta Thunberg anunciaram uma nova onda de greves climáticas. Ao anunciar greves climáticas, Tan pediu "metas anuais obrigatórias de carbono e cortes imediatos nas emissões em todos os sectores de nossa economia". Ela também disse: "Se não agirmos agora, não teremos nem mesmo a chance de alcançar as metas de 2030 e 2050 de que os líderes mundiais falam."
A organização de Tan entrou em acção após os furacões consecutivos de 2020 para ajudar as comunidades mais afectadas, inclusive levando comida para os mais necessitados e conversando com eles sobre os problemas que enfrentaram.
 